# 益东行署区
益东行署区，山东抗日根据地设置的一个行署区。
1940年由山东省益都县东部析置（县级）。以位县东得名。寻即撤销，仍并入益都县。 